# (33106) 1997 YG16
1997 YG16 (asteroide 33106) é um asteroide da cintura principal. Possui uma excentricidade de 0.14339430 e uma inclinação de 3.67045º.
Este asteroide foi descoberto no dia 31 de dezembro de 1997 por Takeshi Urata em Oohira.